# Madeleine Sandig
Madeleine Sandig (Fráncfort del Meno, 12 de agosto de 1983) es una deportista alemana que compitió en ciclismo en las modalidades de pista, especialista en la prueba de persecución por equipos, y ruta.
Ganó dos medallas en el Campeonato Europeo de Ciclismo en Pista, plata en 2011 y bronce en 2010.

## Medallero internacional
| Campeonato Europeo | Campeonato Europeo       | Campeonato Europeo | Campeonato Europeo      |
| Año                | Lugar                    | Medalla            | Competición             |
| ------------------ | ------------------------ | ------------------ | ----------------------- |
| 2010               | Pruszków (Polonia)       | Medalla de bronce  | Persecución por equipos |
| 2011               | Apeldoorn (Países Bajos) | Medalla de plata   | Persecución por equipos |